# Verónica Juárez Piña
Verónica Beatriz Juárez Piña (Tlaquepaque, Jalisco, 28 de septiembre de 1971) es una política mexicana militante activa del Partido de la Revolución Democrática (PRD) desde 1990. 
De 2018 a 2021 fue diputada federal de representación proporcional por la Primera Circunscripción y fue elegida como vicecoordinadora del Grupo Parlamentario del PRD en la LXIV Legislatura del Congreso de la Unión.

## Formación académica
Es Licenciada en Derecho por la Universidad de Guadalajara. Ha sido docente de Lengua Española.

## Trayectoria
Ha sido Consejera Nacional y Estatal desde 1998.
Integrante del Servicio Electoral Nacional.
Secretaria de Asuntos Juveniles
Secretaria de Asuntos Municipales. (Comité Ejecutivo Nacional)
Secretaria de Comunicación, Difusión y Propaganda (Comité Ejecutivo Nacional)
Secretaria de Gobierno y Enlace Legislativo (Comité Ejecutivo Nacional)
Subsecretaria General (Comité Ejecutivo Nacional)
Se propuso como candidata para encabezar la dirigencia nacional de su instituto político
Secretaria de Asuntos Electorales
Coordinadora de la bancada del PRD en la Cámara de Diputados 2019
Ha sido diputada federal de la H. Cámara de Diputados en la LXII Legislatura, representando al estado de Jalisco donde fue Presidenta de la Comisión de Derechos de la Niñez e impulsó distintas iniciativas al respecto.
También participó en las comisiones de: Justicia, Radio y Televisión, Lucha contra la Trata de Personas y Atención a Grupos Vulnerables.
Fue Secretaria en la Mesa Directiva de la Comisión Permanente del 1.er. Receso del Segundo Año Legislativo en la LXII Legislatura.
Durante la LXIV Legislatura en conjunto con distintas legisladoras de distintos partidos políticos se ha manifestado por la paridad efectiva en las presidencias de las Comisiones de la Cámara de Diputados
Dirigente estudiantil desde los 15 años, ocupó diversos cargos y responsabilidades en la Federación de Estudiantes Universitarios y en la Universidad de Guadalajara.
Es una política vinculada con las agendas de los Derechos Humanos y la igualdad de género.
en 2014 formó parte de la lista de las 10 parlamentarias más influyentes y participativas
Como Presidenta de la Comisión de Derechos de la Niñez impulso nueve iniciativas que se concretaron en ley, de las cuales destaca la plataforma que dio paso en México al marco jurídico que garantiza el interés superior de los niños, las niñas y los adolescentes
Como coordinadora de la bancada del PRD en la LXIV Legislatura hace de manifiesto, la importancia de impulsar la agenda legislativa que permita velar por las causas de la gente.